# Mehrdad Pooladi
Mehrdad Pooladi (persan : مهرداد پولادی), né le 26 février 1987 à Karaj, est un footballeur international iranien qui évolue au poste d'arrière gauche ou de milieu défensif.

## Palmarès
Esteghlal Téhéran :
- Champion d'Iran en 2009

## Statistiques
Le tableau ci-dessous récapitule les statistiques en match officiel de Mehrdad Pooladi :
| Saison                | Club                  | Championnat           | Championnat | Championnat | Coupe(s) nationale(s) | Coupe(s) nationale(s) | Compétition(s) continentale(s) | Compétition(s) continentale(s) | Compétition(s) continentale(s) | Total | Total |
| Saison                | Club                  | Division              | M.          | B.          | M.                    | B.                    | Comp.                          | M.                             | B.                             | M.    | B.    |
| 2006-2007             | Paykan FC             | 1                     | 18          | 2           | -                     | -                     | -                              | -                              | -                              | 18    | 2     |
| 2007-2008             | Esteghlal Téhéran     | 1                     | 28          | 1           | -                     | -                     | -                              | -                              | -                              | 28    | 1     |
| 2008-2009             | Esteghlal Téhéran     | 1                     | 9           | 0           | -                     | -                     | -                              | -                              | -                              | 9     | 0     |
| 2009-2010             | Tractor Sazi          | 1                     | 30          | 6           | -                     | -                     | -                              | -                              | -                              | 30    | 6     |
| 2010-2011             | Mes Kerman            | 1                     | 28          | 0           | -                     | -                     | -                              | -                              | -                              | 28    | 0     |
| 2011-2012             | Mes Kerman            | 1                     | 13          | 3           | -                     | -                     | -                              | -                              | -                              | 13    | 3     |
| 2011-2012             | FC Persépolis         | 1                     | -           | -           | -                     | -                     | AFC                            | 7                              | 1                              | 7     | 1     |
| 2012-2013             | FC Persépolis         | 1                     | 22          | 0           | -                     | -                     | -                              | -                              | -                              | 22    | 0     |
| 2013-2014             | FC Persépolis         | 1                     | 4           | 0           | -                     | -                     | -                              | -                              | -                              | 4     | 0     |
| Total sur la carrière | Total sur la carrière | Total sur la carrière | 152         | 12          | 0                     | 0                     | -                              | 7                              | 1                              | 159   | 13    |